# Henry Lewis (Künstler)

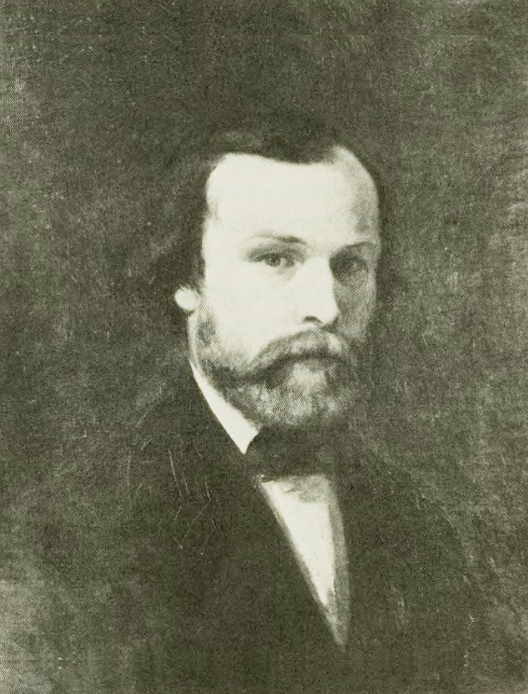
Henry Lewis, um 1856 gemalt von John B. Irving II.

Henry Lewis (* 12. Januar 1819 in Newport, Grafschaft Shropshire, England; † 16. September 1904 in Düsseldorf) war ein US-amerikanischer Landschafts- und Genremaler, der sich von 1853 bis zu seinem Tode im Malermilieu der Düsseldorfer Schule aufhielt. Von 1867 bis 1881 war er außerdem Konsularagent der Vereinigten Staaten von Amerika in Düsseldorf. Eine besondere Bedeutung erlangte er in der Mitte des 19. Jahrhunderts als Schöpfer eines bewegten Panoramas und eines reichhaltig illustrierten Buches vom Mississippi River.

## Leben

### Kindheit
Lewis wurde als Sohn von Thomas G. Lewis in Newport geboren, einer Kleinstadt in den West Midlands Englands. 1829 wanderte er als Zehnjähriger mit seinem Vater und zwei Brüdern nach Boston in die Vereinigten Staaten aus, wo er eine kurze formale Schulbildung erhielt. Danach trat er eine Ausbildung zum Zimmermann an. Als eifriger Leser besuchte er in seiner Freizeit eine Bibliothek, die ihm unter anderem die Lektüre von James Fenimore Coopers romantischen Schilderungen des Wilden Westens ermöglichte. 1836 zogen Henry Lewis und sein Vater nach St. Louis, Missouri, wo George T. Lewis, Henrys Bruder, bereits wohnte und Henry eine Arbeit als Bühnenbauer des Theater- und Opernhauses fand. In ihrem neuen Wohnort nahmen beide die US-amerikanische Staatsbürgerschaft an.

### Frühe Jahre als Maler

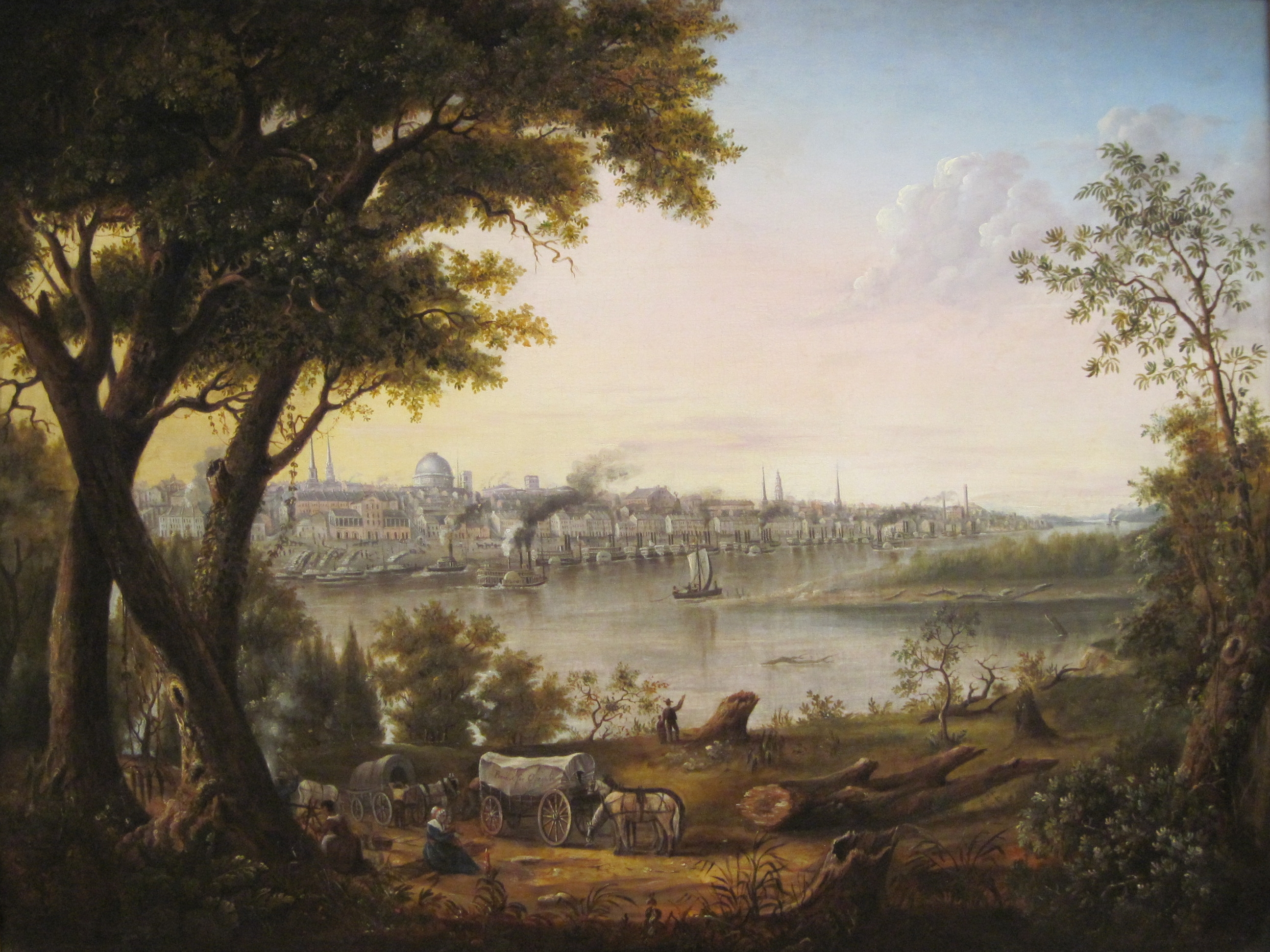
Saint Louis in 1846, Gemälde, 1846

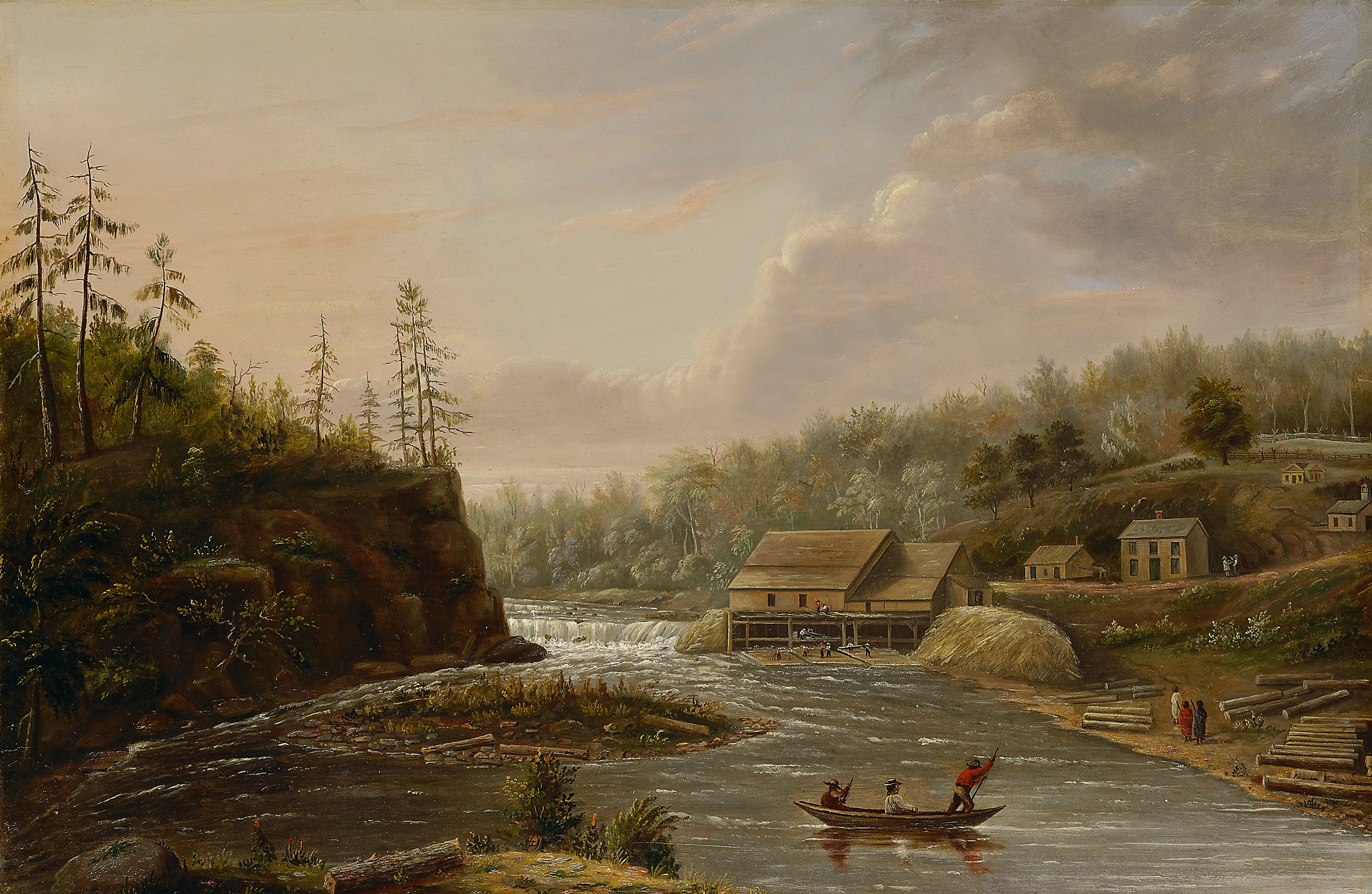
Cheever’s Mill on the St. Croix River, Gemälde, 1847

Als junger Mann entschloss sich Henry Lewis, Künstler zu werden. 1845 eröffnete er zusammen mit James F. Wilkins, einem ausgebildeten, aus England stammenden Kunstmaler, ein Atelier. Bald hatte seine weitgehend autodidaktische Malerausbildung einen Stand erreicht, dass er nach lokalen Maßstäben als „Landschaftsmaler von mehr als gewöhnlichem Verdienst“ angesehen wurde. Zu seinen ersten Motiven gehörte eine Panorama-Ansicht von Anwesen in reichen Vororten am Illinois-Flussufer von St. Louis, die er Western Metropolis nannte. 1846 schickte er das Bild zur American Art-Union. Danach präsentierte er es auf einer Ausstellung in St. Louis und errang damit den ersten Preis. Sein künstlerisches Interesse galt besonders dem Mississippi River, den er auf Studienreisen in den Jahren 1846, 1847 und 1848 erkundete. Auf seiner Reise des Jahres 1847 begleitete er den Geologen David Dale Owen auf einer Erkundungsfahrt in das St.-Croix-Tal. Außerdem war er seit dieser Zeit häufig Gast des Armee-Hauptmanns und Malers Seth Eastman (1808–1875), damals Kommandant von Fort Snelling, und seiner Frau, der Schriftstellerin Mary Henderson Eastman (1818–1887). Auf seiner Studienreise des Jahres 1848 war Lewis in Begleitung des Journalisten John S. Robb, der der Zeitung St. Louis Reveille lebendige Berichte der gemeinsamen Flussreise schickte. Robb berichtete den Zeitungslesern auch davon, dass Lewis’ Skizzen zu einem bewegten Panoramabild des Mississippi entwickelte, das vor einem Publikum durch Abrollen von Bildern mit Flussansichten von Städten und Szenen vorgeführt werden sollte. Den Plan dazu hatte Lewis wohl seit etwa 1846 gefasst und fortlaufend entwickelt. Den Anstoß dazu dürfte er durch andere Hersteller erhalten haben, die seinerzeit in St. Louis ihre Panoramen öffentlich zur Schau stellten oder Panoramen entwickeln wollten, insbesondere von dem franko-amerikanischen Maler Leon Pomarede, mit dem er 1848 dazu vorübergehend kooperierte. Zwischen 1846 und 1849 wurden in St. Louis und anderen Städten dem Publikum sechs bewegte Panoramen vorgestellt, 1846 das angeblich drei Meilen lange Panorama von John Banvard, 1848 das Leviathan Panorama von John Rowson Smith, dessen Länge sogar mit vier Meilen angegeben wurde. Im September 1848 stellte Lewis ein Team zusammen, das seine Skizzen auf große Leinwände zu übertrug und so das eigentliche Panorama von 12 Fuß Breite und mehr als 1300 Fuß Länge entstehen ließ. Hierfür gewann er den Maler John R. Johnston, aber auch den späteren Architekten Edwin F. Durang, den späteren Bühnenmaler John Leslie und James B. Laidlow, einen Bühnenmaler aus Schottland.

### Die Zeit als Panorama-Schausteller
Nachdem das Panorama im August 1849 fertiggestellt worden war, wurde es in der Folgezeit in St. Louis und auf einer großen Amerikatour, die von Milwaukee über Chicago bis in die großen Städte der Ostküste ging, erfolgreich aufgeführt. Die Präsentation erfolgte zweiteilig – in einem Teil Upper Mississippi und einem Teil Lower Mississippi – an zwei verschiedenen, auf einander abgestimmten Orten, jeweils mit Vorlesung von Erläuterungen zu den dargestellten Einzelszenen und mit Musikbegleitung. Sein Partner bei der Präsentation des Panoramas war Washington King, der später Bürgermeister von St. Louis wurde. Nachdem es in Cincinnati aufgeführt worden war, wo 1848/1849 das Panorama entstanden war, beschrieb die dortige Western Art-Union es als „by far the best that we have seen“ („bei Weitem das Beste, was wir gesehen haben“). Geringeren Erfolg hatten weitere Aufführungen in kanadischen Städten, so dass Lewis sich Ende 1851 entschloss, das Panorama in seinem Geburtsland Großbritannien zu präsentieren. Nach Aufführungen in England zog er im Frühjahr 1852 weiter ins niederländische Den Haag. Ende 1852 stellte er das Panorama im Cürten’schen Saal an der Berger Straße in Düsseldorf aus. Dem Maler Charles Wimar zufolge verfehlte das Werk seine Wirkung beim deutschen Publikum. 1853 ließ sich Lewis in Düsseldorf nieder, von wo aus er weitere Touren mit seinem „Original Reisen-Cyclorama“ unternahm. Als sich jedoch herausstellte, dass er mit dem Bild kaum noch einen Profit machen konnte, entschloss er sich es zu verkaufen. Einen Käufer fand er 1857 in einem Niederländer namens Hermens (oder Hermans), der im Sommer 1860 nach Zahlung nur des halben Kaufpreises sich und das Bild nach Kalkutta einschiffte. Berichte über den weiteren Verbleib des Bildes existieren nicht.

### Das Bilderbuch über den Mississippi

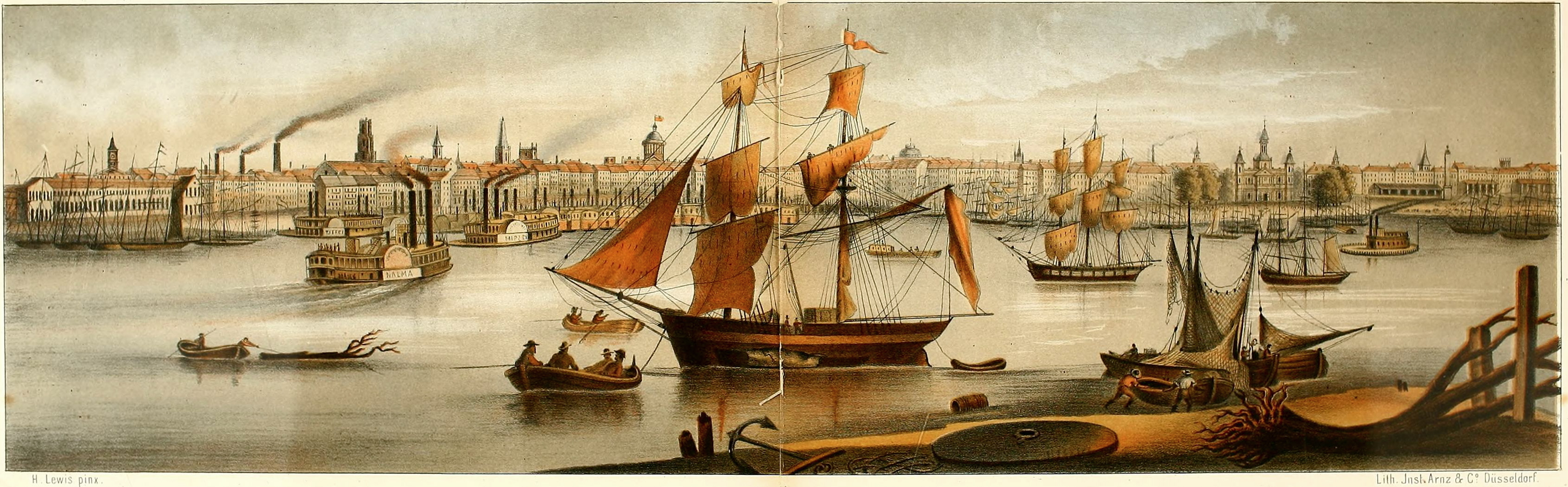
Ansicht von New Orleans (Louisiana), doppelseitiges Panoramabild aus dem Buch Das illustrirte Mississippithal, 1854

Möglicherweise hatte Lewis bereits seit 1848 geschäftlichen Kontakt mit Heinrich Arnz, dem Eigentümer der Verlagsgesellschaft Arnz & Comp. aus Düsseldorf, um ein „work on the Mississippi“ herzustellen. Jedenfalls konkretisierten sich die schriftstellerischen und lithografischen Arbeiten zu dem Bilderbuch mit dem Titel Das illustrierte Mississippithal in den Jahren bis zum Herbst 1857, ehe die komplette deutschsprachige Fassung des Buches mit 431 Seiten und 54 Lithografien in den Verkauf gehen konnte. Das Werk, das in Teilen schon ab 1854 publiziert wurde, schilderte den deutschsprachigen Lesern in einer Ansammlung von Berichten, die Lewis ohne Nennung von Quellen zusammengetragen hatte, die Gegenden des Mississippi sowie Ereignisse in ihrer Geschichte und Bräuche ihrer Einwohner. 1858 wechselte die Firma Arnz & Comp. infolge eines Betrugsskandals den Eigentümer. Das Projekt der englischsprachige Ausgabe The Valley of the Mississippi Illustrated, deren erster Teil bereits 1854 in der New Yorker Daily Tribune beworben wurde, geriet dadurch in Mitleidenschaft. Nur Fragmente davon erschienen in einem Aachener Verlag und blieben erhalten.

### Im Düsseldorfer Malermilieu

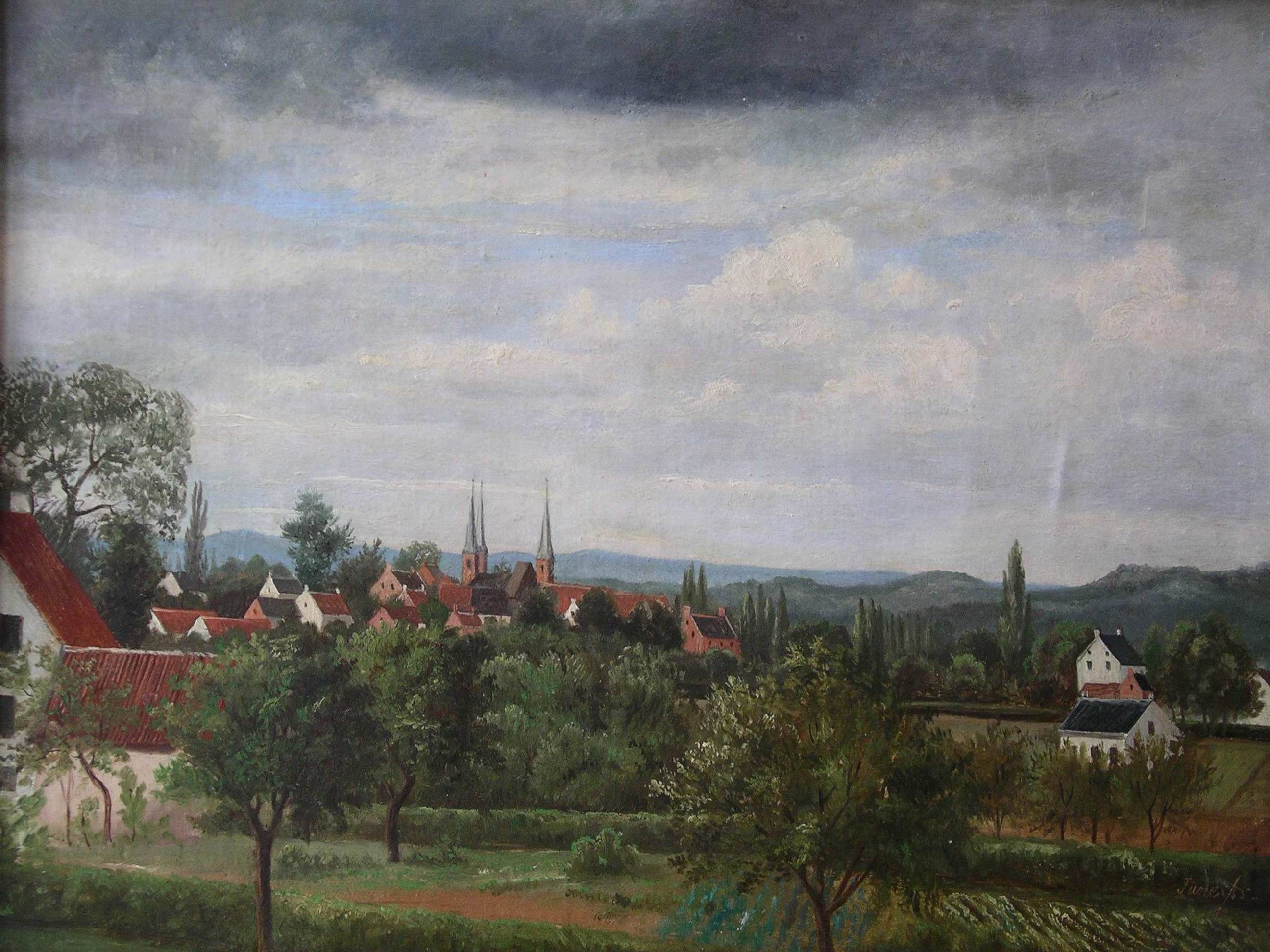
Derendorf bei Düsseldorf, 1855, Privatbesitz

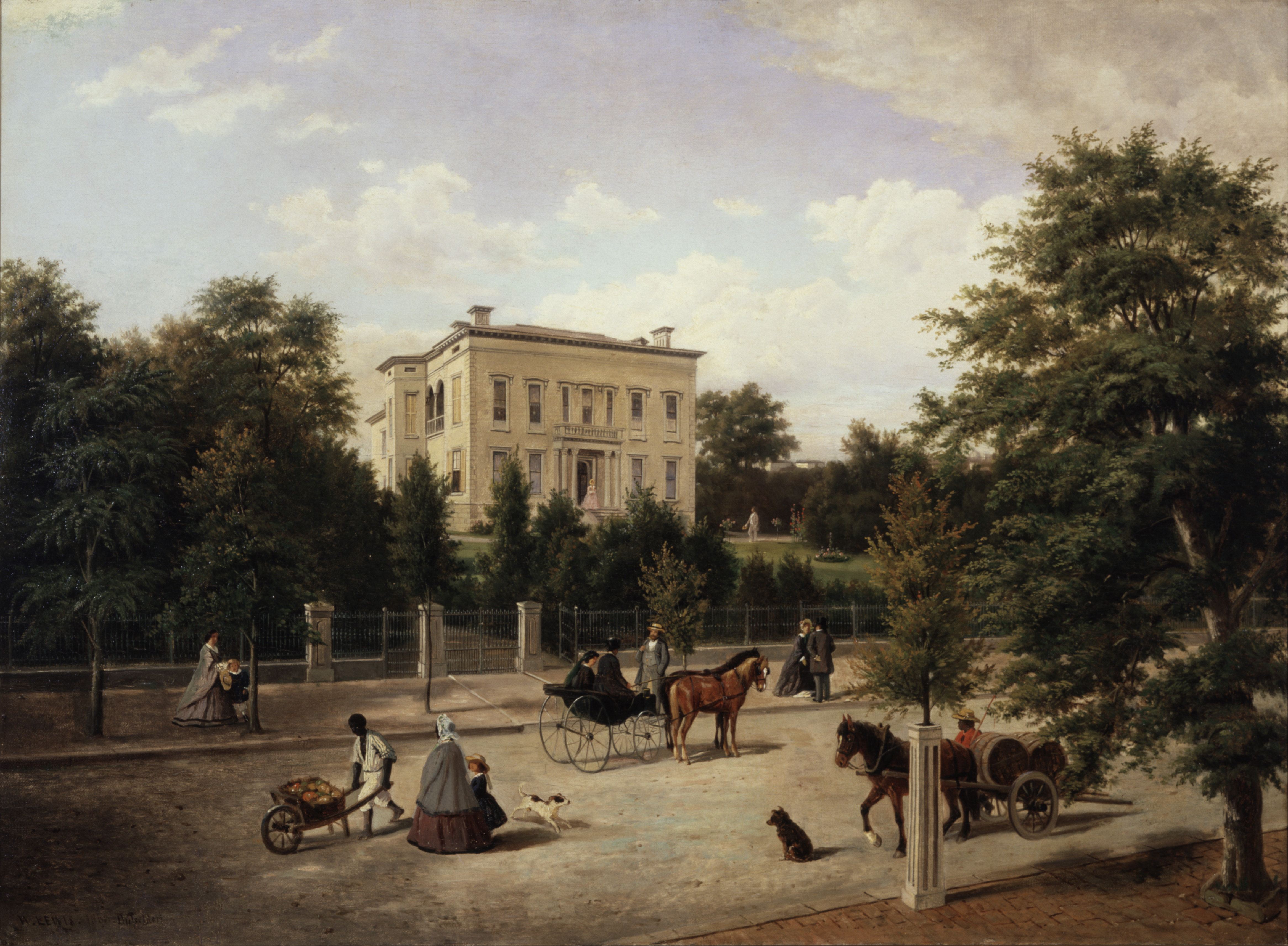
A Street in Saint Louis, 1863, Saint Louis Art Museum

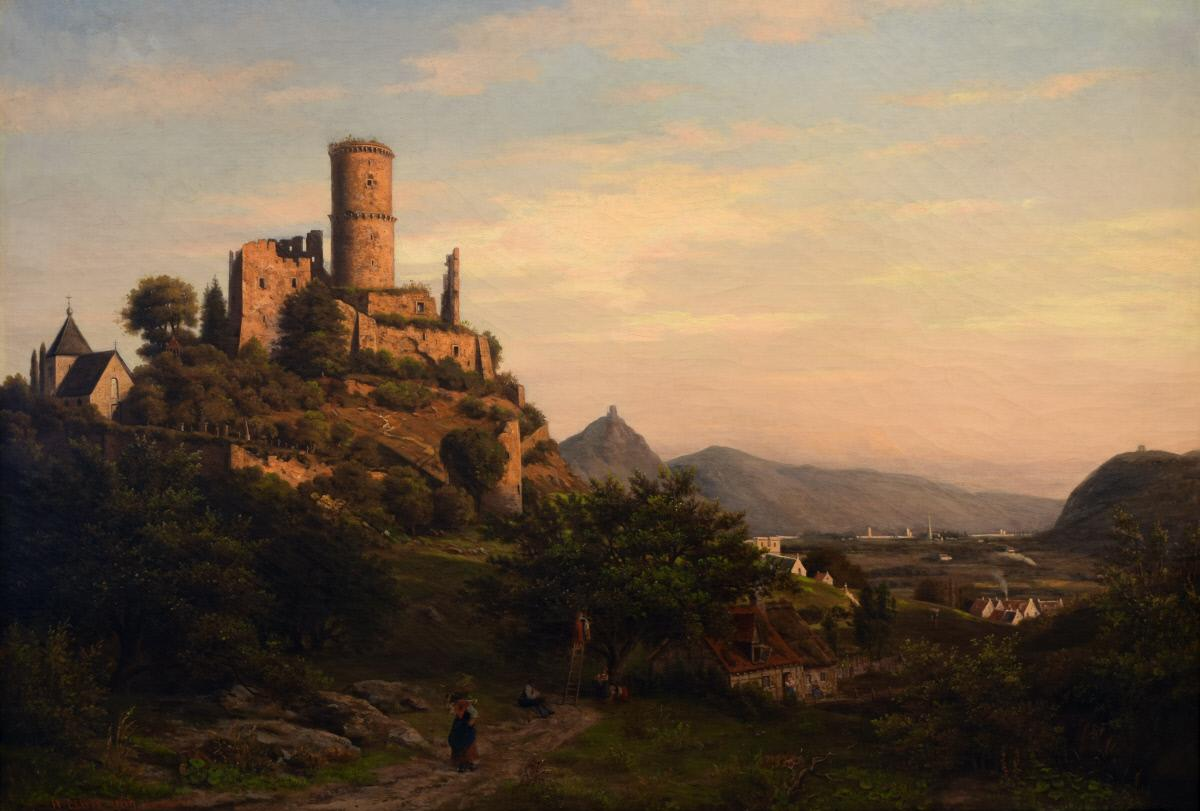
Die Godesburg, 1866, Reading Public Museum

Als sich Lewis 1853 in Düsseldorf niederließ, galt die Stadt am Rhein mit ihrer renommierten Kunstakademie als eine der führenden Kunstmetropolen Europas. Dies war der Grund, dass sich als Teil eines größeren internationalen Malermilieus eine Kolonie US-amerikanischer Maler in der Stadt befand und regen Anteil an den gesellschaftlichen und geselligen Aktivitäten der Kunstszene nahm, etwa an den Festivitäten den Künstlervereins Malkasten, dem auch Lewis in den Jahren von 1855 bis 1867 mit Unterbrechungen als Mitglied angehörte. Viele US-amerikanische Maler studierten in den 1850er Jahren in Düsseldorf, unter ihnen Albert Bierstadt, George Caleb Bingham, William Henry Furness, James Hart, William Stanley Haseltine, John Beaufain Irving II., Eastman Johnson, Enoch Wood Perry, William Trost Richards, William Dickinson Washington, Charles Wimar und Worthington Whittredge. Mit vielen von ihnen unternahm er gesellige Reisen in romantische Gegenden der Rheinprovinz, etwa im Juni 1854 an die Nahe. Irving, ein Düsseldorfer Student aus Charleston/South Carolina, malte um 1856 ein Porträt von Lewis. Ein Mittelpunkt der US-amerikanischen Malerkolonie war das Privatatelier des deutschamerikanischen Historienmalers Emanuel Leutze, der viele seiner Landsleute als Privatschüler unterrichtete, so im Jahr 1858 auch Lewis. 1859 erhielt er von Leutze, der in jenem Jahr wieder in die Vereinigten Staaten übersiedelte, das Angebot, dessen großes möbliertes Haus und Atelier zu übernehmen. Dieses Angebot nahm er wahr und zog mit der aus London gebürtigen Maria Jones ein, mit der er sich 1857 verlobt hatte und die er 1859 heiratete. Während Lewis malte, leitete seine Frau den Haushalt und die Vermietung von Zimmern. 1866 zogen sie in ein großes Stadthaus in der Alexanderstraße 26 (heute Stadtteil Stadtmitte), wo neben dem kinderlosen Ehepaar auch die Schwägerin von Lewis und vier Hausgäste wohnten. Bis zum Beginn der 1870er Jahre erzielte Lewis gute Einnahmen aus dem Verkauf seiner Bilder auf dem deutschen Markt und durch Verkäufe nach Übersee, insbesondere nach den Vereinigten Staaten, aber auch bis nach Australien, wohin Brüder seiner Frau, die den dortigen Vertrieb seiner Bilder übernahmen, ausgewandert waren. Er war auf großen Ausstellungen vertreten, 1880 etwa mit zwei Landschaften auf der IV. Allgemeinen Deutschen Kunstausstellung. Neben der Malerei engagierte sich Lewis auch im Kunsthandel. So übernahm er etwa von einem New Yorker Kunsthändler den Auftrag, Carl Friedrich Lessings monumentales Historienbild Johann Hus vor dem Scheiterhaufen (Martyrdom of Hus) auszustellen.

### Tätigkeit als Konsularagent der Vereinigten Staaten
Nachdem sich Lewis auf Empfehlung von William Henry Vesey († 1881), des US-Konsuls von Aachen, im Frühjahr 1867 um den Posten eines Konsularagenten der Vereinigten Staaten beworben hatte, wurde er mit Schreiben vom 1. Juni 1867 auf diesen Posten berufen. Der Sitz der Konsularagentur war sein Stadthaus in der Alexanderstraße 26, über dessen Eingang er die US-Flagge hisste. Auch als der Sitz des US-Konsulats 1869 von Aachen nach Barmen und 1880 von Barmen nach Krefeld wechselte, behielt er diese Stellung bei, die ihm im gesellschaftlichen Leben Düsseldorfs eine hohe soziale Anerkennung vermittelte. Außerdem konnte er durch das Gehalt, das er von der US-Regierung erhielt, die mit Beginn des Deutsch-Französischen Kriegs zurückgehenden Einnahmen aus Bilderverkäufen kompensieren. 1881 wurde die Konsularagentur in eine Handelsagentur zurückgestuft. Den Posten als Handelsagent erhielt William D. Wamer in Köln. 1883 trat Wamer die Funktion eines US-Konsuls in Düsseldorf an. Lewis wurde nur noch die Funktion eines stellvertretenden Handelsagenten zugewiesen, von der er am 2. Februar 1884 zurücktrat.

### Lebensende
Mindestens einmal kehrte Lewis in die Vereinigten Staaten zurück; dies war in den 1880er Jahren, als er an einer Familienhochzeit in St. Louis teilnahm. Mit zunehmendem Alter ließ seine Sehkraft nach. Erst nach einer Augenoperation konnte er die Malerei wieder aufnehmen. Bis zum Tod seiner Frau am 14. März 1891 blieb Lewis’ Haus ein gesellschaftlicher Mittelpunkt von Malern und Freunden. Danach wurde es stiller um ihn. Seinen Tod am 16. September 1904 vermeldete die Düsseldorfer Zeitung am 18. September 1904 mit einer großen Todesanzeige eines örtlichen Künstlervereins. Zeichenbücher, Manuskripte, Drucke und Zeichnungen sowie wertvollere Haushaltsgegenstände wurden an seinen Neffen Alexander Lewis in St. Louis gesandt.

## Werke (Auswahl)

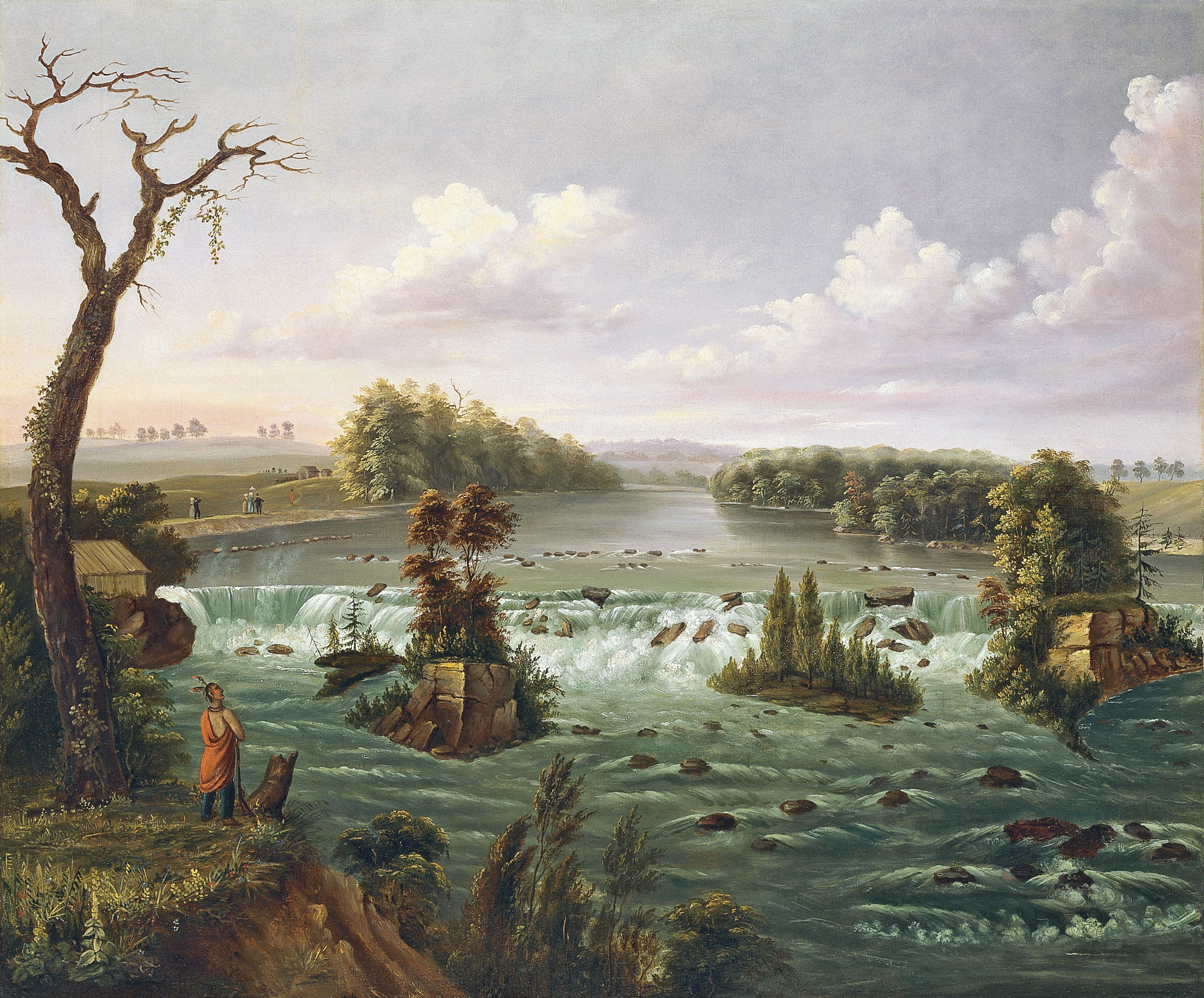
The Falls of St. Anthony (Die Wasserfälle von St. Anthony), Gemälde um 1847

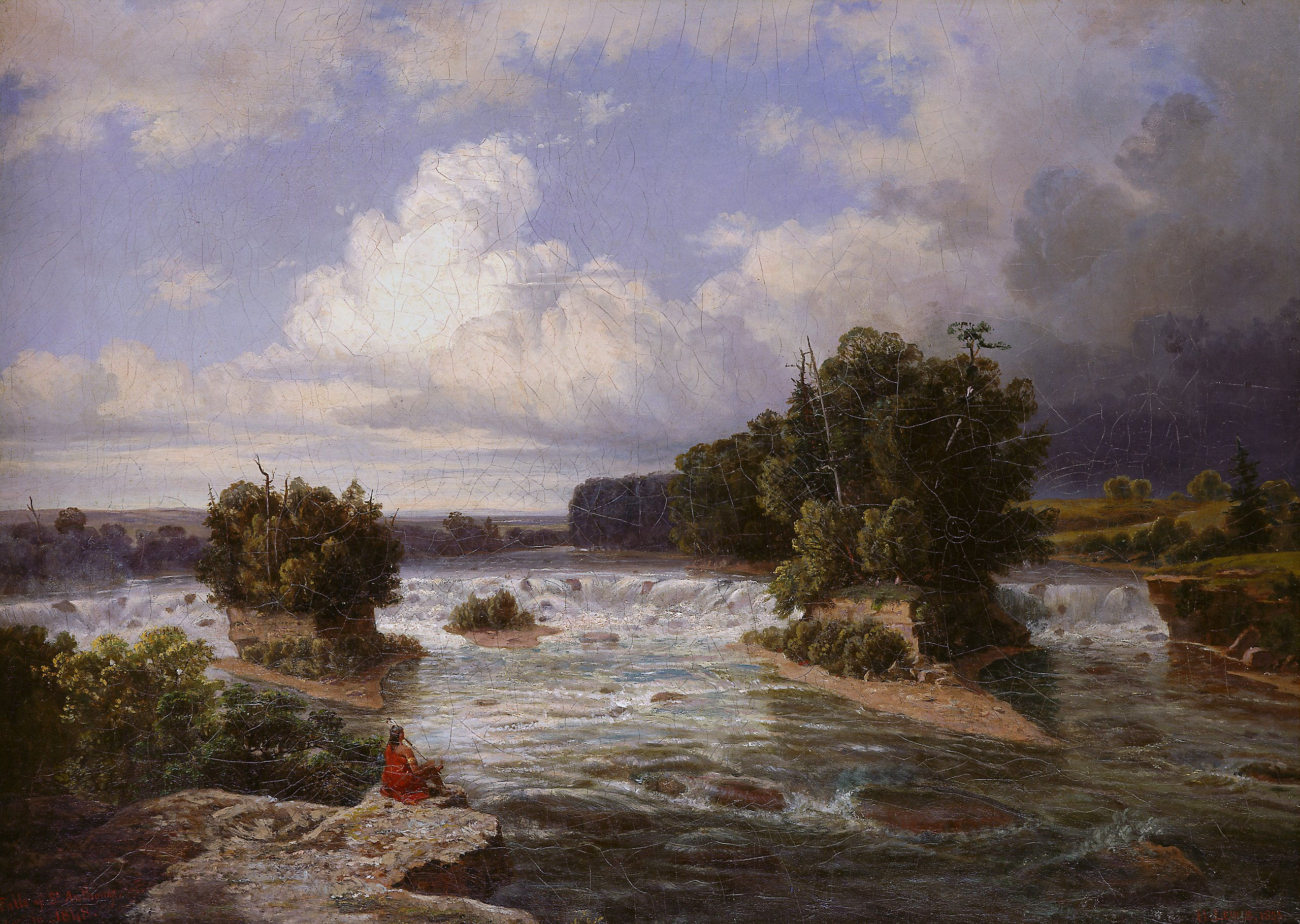
St. Anthony Falls As It Appeared in 1848 (Die St.-Anthony-Fälle im Jahr 1848), Gemälde, Düsseldorf 1855

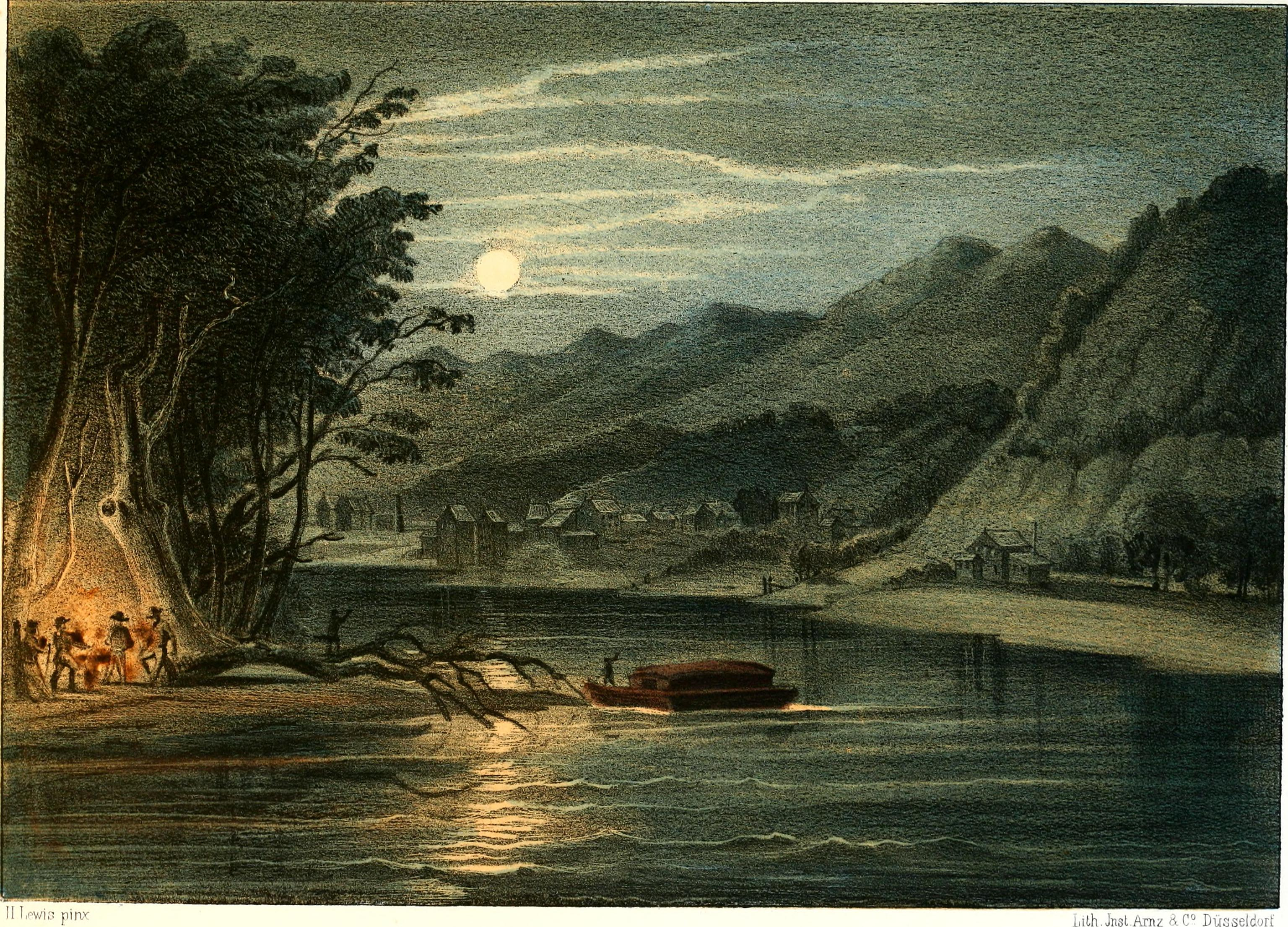
Nächtliches Lagerfeuer, Lithografie als Illustration des Buches Das illustrirte Mississippithal, 1857

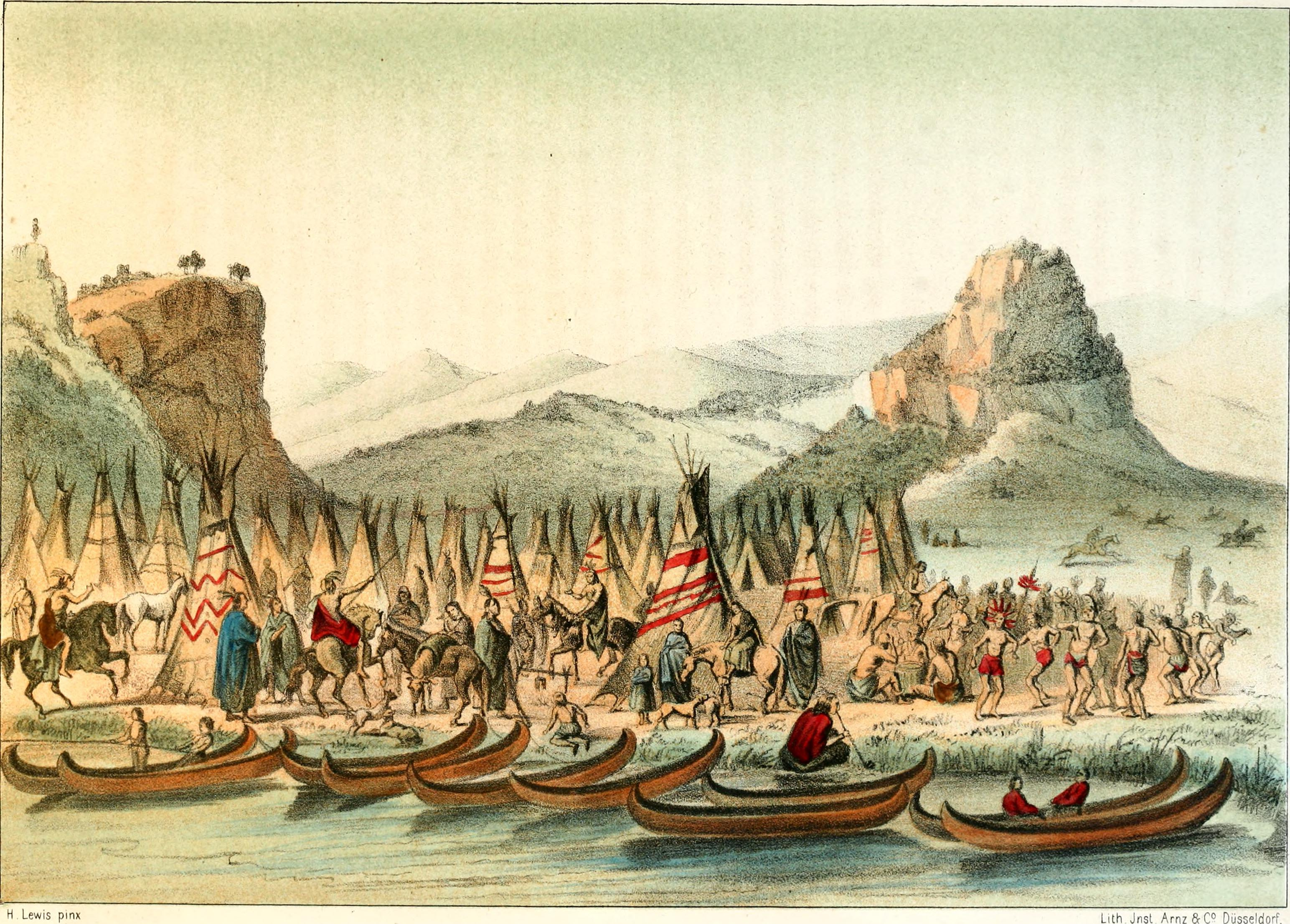
Indianerdorf, Lithografie aus Das illustrirte Mississippithal, 1857

- Western Metropolis, Gemälde, St. Louis, 1846
- Saint Louis in 1846, Gemälde, St. Louis, 1846, St. Louis Art Museum
- Cheever’s Mill on the St. Croix River, Gemälde, 1847, Minneapolis Institute of Art
- The Falls of St. Anthony (Die Wasserfälle von St. Anthony), Gemälde um 1847, Museo Thyssen-Bornemisza
- Lewis’ Mammoth Panorama of the Mississippi River (Great National Work), bewegtes Panorama (Cyclorama), St. Louis, 1848/1849
- Das illustrirte Mississippithal (The Valley of the Mississippi Illustrated), Bilderbuch mit 54 Lithografien, Arnz & Comp., Düsseldorf, 1854–1857
- Derendorf, Öl auf Karton, 36 × 53 cm, signiert unten rechts: „June / 55 H. Lewis Derendorf“, Privatbesitz
- St. Anthony Falls As It Appeared in 1848, Gemälde, Düsseldorf 1855, Minneapolis Institute of Art
- Rheinlandschaft mit Schlossruine im Abendlicht, Gemälde, Düsseldorf 1866[9]
- Heidelberg, Gemälde, Düsseldorf 1867[10]